# Guillaume Cardascia
Guillaume Cardascia (* 31. Juli 1914 in Siena; † 27. September 2006) war ein französischer Rechtshistoriker.
Nach dem Besuch des Lycée Charlemagne in Paris studierte Cardascia ab 1932 an der juristischen Fakultät der Universität Paris, u. a. bei François Olivier Martin und André Fliniaux. Bei diesem kam er zuerst mit dem Keilschriftrecht in Berührung und lernte Sumerisch und Akkadisch an der École pratique des hautes études. Nach dem Diplom 1939 nahm er als Offizier am Zweiten Weltkrieg teil. 1946 wurde er promoviert.
Ab 1949 lehrte er an der Universität des Saarlandes und ab 1954 an der Universität Caen. Von 1965 bis 1983 war er Professor für Rechtsgeschichte an der juristischen Fakultät der Universität Paris II. Sein Forschungsschwerpunkt war das Recht des antiken Vorderen Orients.

## Schriften
- Les archives des Murasu. Une famille d’hommes d’affaires babyloniens a l’epoque perse (455–403 av. J.-C.). Paris, Imprimerie nationale 1951 (= Dissertation)
- Les lois assyriennes. Introduction, traduction, commentaire. Paris, Editions du Cerf 1969
- Gesetze B. Assyrien. In: Reallexikon der Assyriologie und Vorderasiatischen Archäologie